# マダガスカルの歴史
マダガスカルの歴史（マダガスカルのれきし）ではマダガスカル共和国の歴史の概要について述べる。

## 古代・ヨーロッパ人到達以前
マダガスカルの最初の住人は、アウトリガーカヌーの存在や言語学の研究から、東南アジア島嶼（とうしょ）部から渡ってきたことは確実視されていたが、2005年に発表されたマシュー・ハールスによるDNA研究により、1世紀前後、ボルネオ島から航海カヌーでインド洋を横断してマダガスカルに移り住んだことがほぼ確実視されるようになった。その後、アフリカ大陸東部から渡ってきた人々とボルネオ系（マレー・ポリネシア系）の人々は混血し、ヨーロッパ人到達以前にそのDNA上の比率は半々になっていたと考えられる。
なお、ボルネオ系のDNAはボルネオとマダガスカル島の間のインド洋沿岸では見つかっていないため、ボルネオの人々は直接マダガスカル島まで航海した可能性が強い。この2つの島の間は4,500海里（8,300km)も離れているが、赤道無風帯も通過する必要がない上、常に貿易風が追い風となる航海であるため、当時の東南アジア島嶼部の海民の技術レベルならば充分に現実的な航海である。ボルネオ島からジャワ海を渡って、スマトラ島かジャワ島で補給をすれば、さらに難易度は下がる。ジャワ島からマダガスカル島まで6,000kmとしても、平均時速5ノットで帆走出来れば30日弱で到達することができる。
文献にマダガスカルの存在が初めて登場したのは、ギリシャのプトレマイオスによるメヌティアスという島についての記述だといわれている。このメヌティアスがマダガスカルだというのが有力である（異論も存在する）。より可能性が高いと思われる文献は、マルコ・ポーロの『東方見聞録』である。『東方見聞録』では大きな島の記載があるが、マルコ・ポーロはソマリアのモガディシュ地方と勘違いして、マダガスカルと誤って紹介した。これがマダガスカルの名前の由来となっている。
一方で、アラブ世界ではマダガスカルは古くから知られていた。アラブの地図で、マダガスカルは、Gezirat Al-Komor（月の島の意味）の名前がついていた。Komorの名前は、マダガスカル北西にあるコモロ諸島にその名が残っている。また、アラブ人は、9世紀ごろからマダガスカルに進出。さらにアラブ商人達は、東アフリカから連れてきた黒人達を奴隷として、マダガスカルに連れてきた。これにより沿岸部の諸族は交易による富を築いた。
マダガスカル島の北部には、11世紀から12世紀にかけてインド洋交易とともに東アフリカの沿岸交易で栄えた港湾遺跡があり、沿岸交易の輸出品として緑泥片岩製の容器が生産されていたことがタンザニアのキルワ遺跡からの出土品からも判明している。

## ヨーロッパ人の到達
『東方見聞録』で紹介されたマダガスカルの存在は、その存在自体が疑われていた。しかし、1500年8月10日、ポルトガル人のディエゴ・ディアスがマダガスカルを「発見」した。この日は聖ロレンソの祝日であったため、ディアスは島を聖ロレンソ島と命名した。
マダガスカル「発見」後、ポルトガルは度々、宣教師を送りキリスト教布教を進めるが失敗した。またイギリス、オランダがマダガスカルの沿岸に拠点を築こうと試みたが、しかしこれも原住民の反発を受けたため、100年以上に渡ってヨーロッパ人の征服は失敗が続いた。
1643年、フランスのプロニスが、マダガスカル島南端のフォー・ドーファンに要塞を建設。プロニスの後継であるフラクールが最初の総督に任命された。フォー・ドーファンでは、1673年に地域部族の反乱により撤退を余儀なくされたが、その後もフランスは統治権を主張しつづけた。
18世紀のアンツィラナナ近郊にフランス人海賊のミッソンが自由の国リバタリアを設立したという伝説がある。

## マダガスカル統一

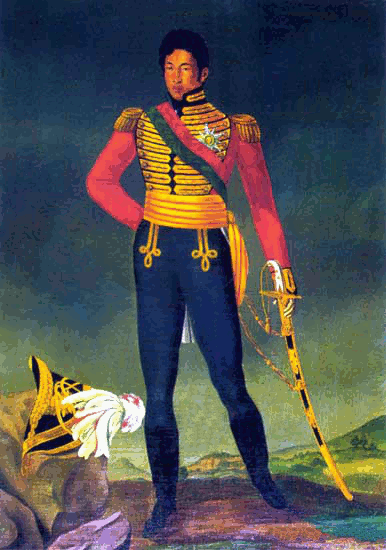
ラダマ1世

マダガスカルは、高原部に居住する東南アジアから移ってきた民族によって主に支配されていた。また沿岸部はアフリカから連れてこられた奴隷やアラブ系の民族が暮らしていた。各民族はそれぞれ独自の王制を引いていたが、マダガスカル統一の動きが現れたのは、18世紀に入ってからとなる。
17世紀初頭、マダガスカル中央高原にはペツィレゥ諸王国、メリナ王国、東南部のアンテムル王国、などが乱立、互いに狭い領域を支配している小国にすぎなかった。同じ頃、サカラバ族が島の西側半分を支配するに至るが19世紀に入ると衰退してしまった。
18世紀末、メリナ民族を統一したアンドゥリアナムプイニメリナ王が現れる。王はサカラバ族を退け、ベツィレゥ王国を征服し、19世紀のメリナ王国によるマダガスカルの広域支配の基盤を築いた。
19世紀初め、アンドゥリアナムプイニメリナ王の息子であるラダマ1世がメリナ王国を引き継ぐ。彼は先進的な考え方の持ち主であり、国民の教育レベルを引き上げてヨーロッパの知識を取り入れなければ、ヨーロッパに植民地化されてしまうという危惧を抱いていた。ラダマ1世は、モーリシャスのイギリス総督であったファーカーの援助を受け、軍隊をイギリス流に訓練した。さらに、奴隷貿易の廃止や学校の設立、アルファベットによるマダガスカル語表記の導入など、近代化＝西欧化政策を進めた。しかし1828年、志半ばでラダマ1世は他界。ラダマ1世の第一夫人がラナヴァルナ1世として即位した。彼女は、ヨーロッパ敵視政策に切り替えた。1835年にキリスト教の布教を禁止した。
1861年に、ラナヴァルナI世が死去。その息子がラダマ2世として即位する。ラダマ2世は再びヨーロッパ化を推し進める政策へと変更した。しかしその政策が急であったため、欧化反対派により1863年に暗殺された。
ラダマ2世の後継は、その妃であったラスヘリナが即位。1868年に、ラスヘリナが没すると、従妹がラナヴァルナ2世として即位する。彼女は行政改革に努めるが、メリナ王国は衰退していった。

## フランスによる侵略と植民地支配

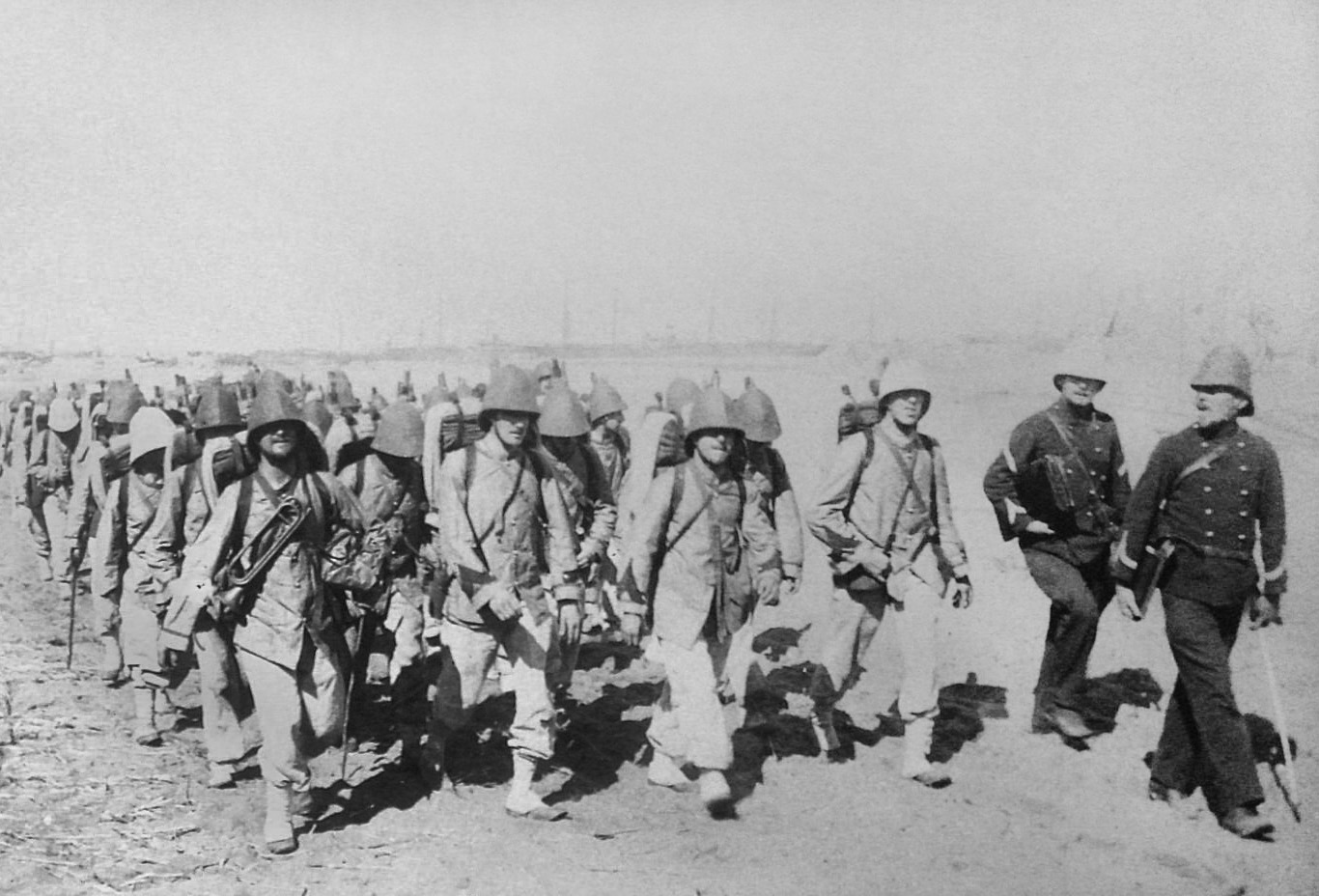
マダガスカルに侵攻するフランス軍（1895年）

このようにメリナ王国が衰退を続けると、イギリスは王国の衰退を察して植民地化の野心を向け始めた。これを察したフランスはそれに先んじて侵略戦争を開始、1883年に、タマタブを占領した。
1883年に、ラナヴァルナ2世が没すると、その従妹がラナヴァルナ3世として即位した。1890年に、メリナ王国の保護権をフランスに認める。一方で、イギリスに接近して軍隊の再整備を進めた。しかし1894年にフランスは最後通牒を突きつけて、1895年メリナの王宮の置かれていたアンタナナリヴを占領する。1897年ラナヴァルナ3世をレユニオン島に流し、メリナ王国を滅亡させた。
1896年8月6日、フランス政府は正式にマダガスカルを植民地としたことを宣言した（フランス領マダガスカル）。
植民地支配開始初期には、メリナ族などの反乱があったが、フランスによってマダガスカル独立の機運は徐々に奪われかけたが、マダガスカル人達は決して諦めなかった。貿易量も増えて経済発展も進んだが、その一方で、マダガスカル人の知識層の数も増え、彼らは反植民地運動の先駆けともなっていく。

## 太平洋戦争
太平洋戦争が始まると、貿易量が激減してマダガスカル経済は深刻な危機状況となった。1940年にフランス本国がナチス・ドイツに占領されると、当時のマダガスカル総督はヴィシー政府の支持を表明した。この状況に対し、セイロン沖海戦でイギリス海軍を破った日本軍によるマダガスカルへの無血進出及び植民地主義の打倒、さらにアフリカ大陸への上陸を恐れたイギリスは、1942年にマダガスカルへ派兵。沿岸の基地を占拠した（マダガスカルの戦い）。
その後、ドイツからマダガスカルのヴィシー政府軍の援護を要請された日本海軍の艦艇がイギリス海軍艦艇を攻撃し撃破。その後偵察兵が上陸したものの、戦線が延びることを望まなかった日本軍による攻撃はその後行われなかった。イギリス軍はアンタナナリヴの占領も実施したが、日本軍による上陸、解放の可能性がなくなったこともあり、1943年にイギリス軍は自由フランス政府へマダガスカル全土を返上した。　

## 独立
戦後、マダガスカル革新運動党（MDRM）支持者とマダガスカル非継承者党（PADESM）支持者との間で、政情不安が高まる。1947年3月にマダガスカル東部で大規模な独立運動が発生する。犠牲者数は数千～9万人ともされる。
1958年10月14日には、フランス共同体内での自治共和国として認められ、民主社会党 (PSD) の党首フィリベール・ツィラナナが首相となった。
1959年4月29日には憲法が制定されて、同年5月に最初の大統領選挙が行われる。フィリベール・ツィラナナが初代大統領に選出された。
1960年6月26日、マダガスカルは遂に正式に独立を宣言。マダガスカルは長年の過酷なフランス帝国主義による植民地支配を脱したのである。
しかし独立後もフランスへの依存は続き、経済は低迷した。1972年にツィラナナが大統領職に三選されると大規模な暴動が発生。特に同年の5月13日にはアンタナナリヴでの暴動は各地に飛び火し、ツィラナナは非常事態宣言を発令した。
それでも暴動は収拾がつかず、ツィラナナは5月18日に政府を解散し、全権を陸軍のガブリエル・ラマナンツォア将軍に委譲する。

## 第二共和制

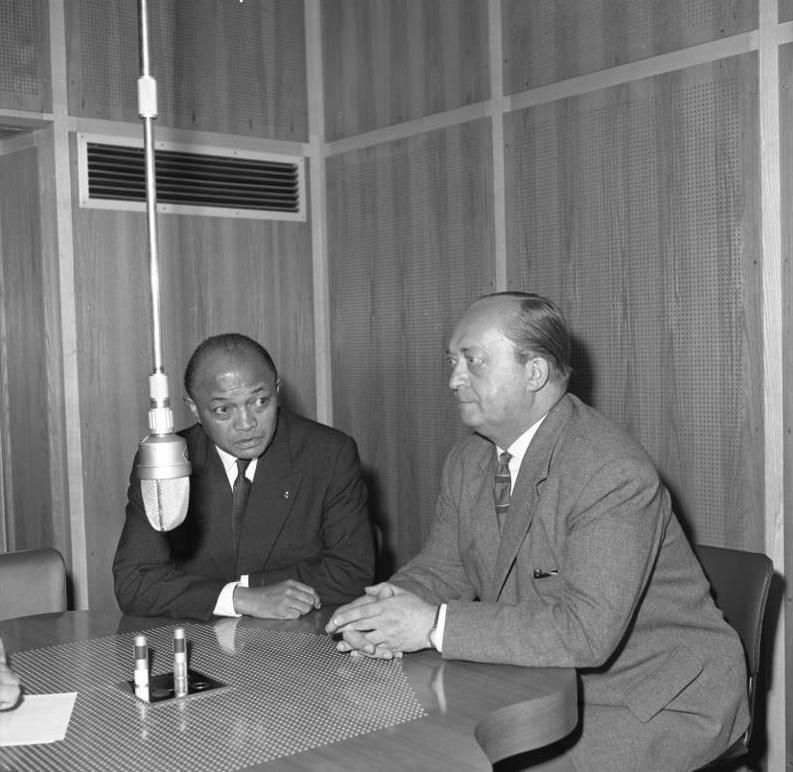
ガブリエル・ラマナンツォア（左）

ラマナンツォア将軍は、将校や労働者からなる内閣を作り、国民投票での信任を得ることに成功する。新政権は、思想を180度変換し、社会主義化を押し進めたが、各地の部族対立から内政は安定せず、閣僚暗殺などが発生する。1975年には、海軍中将で元外相のディディエ・ラツィラカが大統領に就任する。同年、マダガスカル共和国からマダガスカル民主共和国に改名。外国資本を接収し国有化するなどの社会主義化を進めた。
1989年3月、ラツィラカは再選され7年間の任期を得たが、この選挙は不正が疑われ暴動も発生した。1991年に入ると、政党結成の自由化をきっかけに、憲法改正要求から大統領辞職を求める野党連合の集会が頻繁に行われるようになった。

## 第三共和制
1991年5月から1992年1月まで、ゼネラルストライキや暴動が発生。ほとんどの経済活動が停止してしまう事態になった。ラツィラカ大統領は、第三共和制への移行を約束した。1992年8月、憲法改正が国民投票によって承認され、国名がマダガスカル民主共和国からマダガスカル共和国へと変更されると共に、大統領任期も7年から5年に短縮され、三選禁止事項も盛り込まれた。
それでもラツィラカ大統領は政権への執着を見せ、首都アンタナナリヴに繋がる鉄道橋を爆破して、首都を封鎖した。選挙を前に国民の不安は増大したが、1993年2月アルベール・ザフィが当選を果たし、ラツィラカ政権を打倒した。
ザフィは、第三共和制初代大統領に選出されたものの、実務経験のないザフィ大統領は、政治および行政面で国民が期待したような成果を挙げることができなかった。この結果、ザフィ大統領は1996年7月に、首相罷免を画策したなど権力を乱用したという理由で議会から罷免の告発を受ける。
1996年12月、15人の候補者により大統領選挙が行われる。決選投票の結果、ザフィ大統領は49.3%の得票を得ながら落選。このとき50.7%の得票を得たディデル・ラツィラカが再選を果たした。この結果は世論を驚かせた。
2001年、実業家でアンタナナリヴの市長でもあったマーク・ラヴァルマナナが大統領選挙に立候補する。彼の公約は、アメリカ大統領のフランクリン・ルーズベルトをモデルに経済復興と前政権の腐敗一掃を掲げた。
2001年12月に大統領投票が行われ、ラヴァルマナナは初回選挙における過半数獲得を主張。しかし、ラツィラカはそれを認めず、決選投票への移行を主張。
ラヴァルマナナが、大統領への宣誓を行うと、ラツィラカは非常事態を宣言し、戒厳令を敷いた。ラツィラカと彼の閣僚は、トアマシナに臨時首都を置き、一国に2人の大統領がいる事態になった。
軍部は、ラヴァルマナナ支持を示したが、ラツィラカは激しく抵抗。2002年4月に憲法最高裁判所の判決により、ラヴァルマナナの勝利が確定する。7月、ラヴァルマナナ派軍隊のトゥアマシナ市内進行に伴い、ラツィラカと近親はフランスへと逃亡した。
ラヴァルマナナ大統領就任後、2009年1月頃から反政府指導者アンドリー・ラジョエリナが抗議デモを行い、ラヴァルマナナは国外へ亡命。これを受けて、ラジョエリナが暫定大統領となった（マダガスカル・クーデター）。
2025年6月には、フランス・マダガスカル合同委員会が会合を開く予定である。この委員会は、散島諸島のマダガスカルへの返還について決定する責任を負っている。